# فراوی (روستا)
 فراوی  (در عربی:  اَلفَراوی )
نام روستایی است در دهستان فَروَة از توابع استان صَعده در کشور یمن در شبه جزیره عربستان.

## جمعیت
جمعیت آن (۲۰۱ ) نفر (۱۰ خانوار) می‌باشد.